# シャーロット・ダグラス国際空港
シャーロット・ダグラス国際空港（英: Charlotte/Douglas International Airport）は、アメリカ合衆国ノースカロライナ州シャーロットにある国際空港。シャーロットの10km西に立地している。
1935年に開港し、1954年に元市長のベン・エルバート・ダグラス・Sr（Ben Elbert Douglas, Sr.）にちなんでベン・エルバート・ダグラス空港と改称され、1982年に現在の名称に改称された。かつてはUSエアウェイズのハブ空港であったが、同社が2013年にアメリカン航空に吸収されたことにより、アメリカン航空のハブ空港となった。

## 施設
空港の敷地面積は約2300haである。ターミナルは1棟で5本のコンコース（A,B,C,D,E）が伸びている。Dは国際線用である。搭乗口は全部で115である。

## 利用実績
2019年の旅客数は5016万人でアメリカの空港として11番目だった。旅客の約半数はアメリカン航空の利用者だった。

## 主な航空会社
- アメリカン航空
- デルタ航空
- サウスウエスト航空
- スピリット航空
- ユナイテッド航空
- ジェットブルー航空
- エアカナダ
- ルフトハンザドイツ航空
- ボラリス航空
- エティハド航空(2026年5月4日より就航予定)[4]

## 主な就航路線
| 航空会社 | 就航地 |
| -------- | ------ |

アトランタ、ボルチモア、シカゴ/ORD、シカゴ/MDW、オーランド、ダラス/フォートワース、マイアミ、セントルイス、ニューヨーク/LGA、ヒューストン/インターコンチネンタル、ニューアーク、ソルトレイクシティ、シンシナティ、ミネアポリス=セントポール、デトロイト、メンフィス、デンバー、ワシントン/ダレス、オールバニ、バッファロー、ボーズマン、チャールストン、フォートローダーデール、カンザスシティ、インディアナポリス、ジャクソンビル、ロサンゼルス/LAX、ラスベガス、ナッシュビル、ハリスバーグ、ノーフォーク、ピッツバーグ、ポートランド、サンフランシスコ、シアトル、シラキュース、タンパ、ウェストパームビーチ、ジャクソン、トロント、リオデジャネイロ、ミュンヘン、アブダビ(2026年5月4日より運航開始予定)

## 交通アクセス
- CATS Sprinter
- タクシー
- レンタカー